# Asiodixa
Asiodixa är ett släkte av tvåvingar. Asiodixa ingår i familjen u-myggor.
Kladogram enligt Catalogue of Life:
| Asiodixa | \| \| Asiodixa maculosa \| \| \| \| \| \| Asiodixa pura \| \| \| \| |
|          | \| \| Asiodixa maculosa \| \| \| \| \| \| Asiodixa pura \| \| \| \| |
|          | Dixa                                                                |
|          |                                                                     |
|          | Dixella                                                             |
|          |                                                                     |
|          | Meringodixa                                                         |
|          |                                                                     |
|          | Mesodixa                                                            |
|          |                                                                     |
|          | Metadixa                                                            |
|          |                                                                     |
|          | Neodixa                                                             |
|          |                                                                     |
|          | Nothodixa                                                           |
|          |                                                                     |
|          | Asiodixa maculosa                                                   |
|          |                                                                     |
|          | Asiodixa pura                                                       |
|          |                                                                     |

|  | Asiodixa maculosa |
|  |                   |
|  | Asiodixa pura     |
|  |                   |